# المجلس الوطني للبترول (البرازيل)
المجلس الوطني للبترول (بالبرتغالية: Conselho Nacional do Petróleo) هي منظمة برازيلية تأسست عام 1938 "للإشراف على أنشطة صناعة النفط وتنظيمها وتنفيذها التي سبق أن نفذتها خدمة لتعزيز الإنتاج المعدني، وفقًا لدي أوليفيرا كانت منظمة حكومية سابقة تم تأسيسها لتشجيع البحث عن المعادن والنفط وإنتاجها ولكن ثبت فشلها، وكان يرأس المجلس الجنرال هورتا باربوسا وكانت مهمتها الأولى هي العثور على النفط في ولاية باهيا.

## مقالات ذات صلة
- الطاقة في البرازيل